# Eleucadia Vargas
Eleucadia Vargas Reyes (ur. 14 lutego 1970 w San Cristóbal) – dominikańska judoczka. Dwukrotna olimpijka. Zajęła dwudzieste miejsce w Barcelonie 1992 i odpadła w eliminacjach w Sydney 2000. Walczyła w wadze półśredniej.
Uczestniczka mistrzostw świata w 2001, 2003, 2005 i 2009. Brązowa medalistka igrzysk panamerykańskich w 1991 i 1999. Zdobyła trzy medale na igrzyskach Ameryki Środkowej i Karaibów, a także cztery na mistrzostwach panamerykańskich w latach 1992 – 1999.

## Letnie Igrzyska Olimpijskie 1992
| Konkurencja | Eliminacje                | Klas. końcowa |
| Konkurencja | Przeciwnik I              | Miejsce       |
| ----------- | ------------------------- | ------------- |
| 61 kg       | Susanne Profanter (AUT) P | 20.           |

## Letnie Igrzyska Olimpijskie 2000
| Konkurencja | Eliminacje           | Klas. końcowa |
| Konkurencja | Przeciwnik I         | Miejsce       |
| ----------- | -------------------- | ------------- |
| 63 kg       | Ji Kyong-sun (PRK) P | 1 runda       |